# Крестовоздвиженская церковь (Головачи)
Свято-Крестовоздвиженская церковь (бел. Свята-Крыжаўзвіжанская царква) — православный храм в деревне Головачи Гродненского района Гродненской области. Находится в центре деревни.

## История
К середине XIX века старая деревянная церковь в Вертелишках разрушилась. 21 ноября 1876 года младшему инженеру Пруссаку было поручено найти удобное место для постройки каменного храма в соседней деревне Головачи. 13 апреля 1877 года губернский архитектор Иван Калянкевич представил в церковно-строительную канцелярию проект и смету на постройку каменной церкви на 550 прихожан.
На строительство храма правительство ассигновало 14761 рублей. На местных прихожан была возложена обязанность по подвозке строительных материалов. Строительство закончилось в 1881 году.
Открыта в 1988—1990 годах после упадка.

## Архитектура

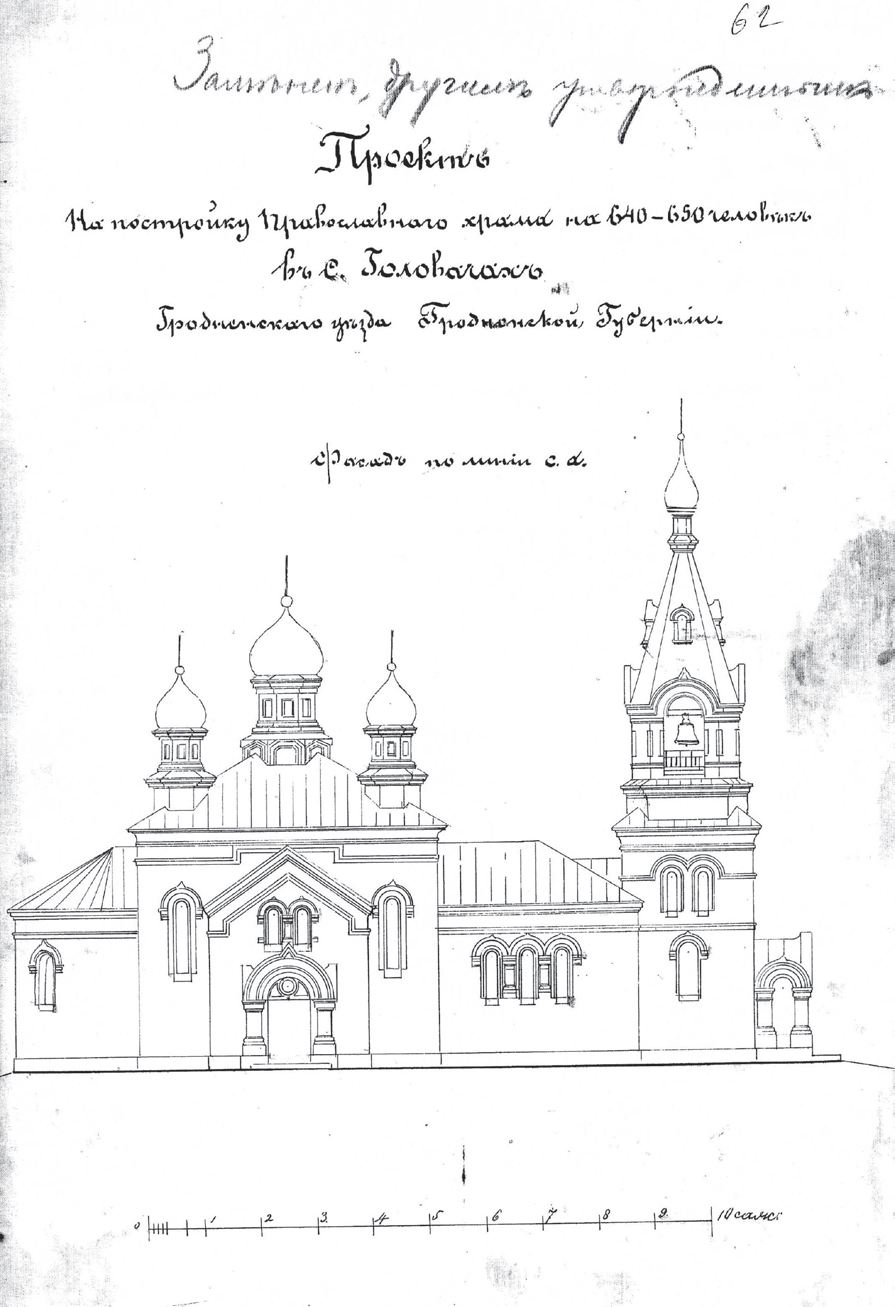
Проект Крестовоздвиженской церкви авторства Ивана Каленкевича.

Памятник архитектуры псевдорусского стиля. Здание прямоугольное в плане с 5-гранной апсидой и 2-ярусной (восьмерик на четверике) колокольней. Основной объем накрыт 4-склонной крышей, над которой на 8-гранном барабане возвышается луковицеобразная головка, такая же завершает шатер колокольни, арочные проемы которой завершены килеобразными кокошниками. Фасады декорированы карнизом с филенковым фризом, арочные оконные проемы боковых фасадов окаймлены килеобразными наличниками, прямоугольные оконные проемы апсиды и трапезной — профилированными наличниками. Молитвенный зал перекрыт деревянным коробовым потолком.
26 сентября 1881 года была составлено инвентарное описание церкви:

Воздвиженская православная церковь построена из кирпича на фундаменте из бутового камня, грубо обтесанного снаружи, имеет длину с колокольней в 2 яруса, расположенной впереди, 13 саж. Оштукатурено внутри и снаружи. При входе есть каменное крыльцо со стенками, ступенями и площадкой. В средней части построен купол, обшитый цинком и окрашенный. Крыша колокольни с головкой и голова купола покрыта белым листовым железом, а крыша церкви-черным листовым железом и окрашена масляной краской. 2 чугунные позолоченные кресты. Из церкви люк в потолке на крышу. Шесть полукруглых оконОригинальный текст (бел.)Уздвіжанская праваслаўная царква пабудавана з цэглы на падмурку з бутавага каменю, груба абчасанага звонку, мае даўжыню са званіцай у 2 ярусы, размешчанай наперадзе, 13 саж. Атынкавана ўнутры і звонку. Пры ўваходзе ёсць мураваны ганак са сценкамі, прыступкамі і пляцоўкай. У сярэдняй частцы пабудаваны купал, абабіты цынкам і пафарбаваны. Дах званіцы з галоўкай і галава купала накрыты белым ліставым жалезам, а дах царквы чорным ліставым жалезам і пафарбаваны алейнай фарбай. 2 чыгунныя пазалочаныя крыжы. З царквы люк у столі на дах. Шэсць паўкруглых акон